# Élie Maucourant
Pour les articles homonymes, voir Maucourant.
Élie Maucourant, né en 1989, est un écrivain français.

## Biographie
Élie Maucourant enseigne les Lettres Modernes à Lyon. Il a vécu en Irlande, en Écosse et en Australie, pays qui exercent à ses yeux une influence considérable sur son travail. Ses romans souvent riches en argot, relèvent du thriller et de l'imaginaire. Il est le fils de l'enseignant-chercheur Jérôme Maucourant, spécialiste de Karl Polanyi, et est d'origine libanaise, par sa mère.

## Littérature
Il a d'abord publié au Canada son premier livre en 2015, Marcheurs, avant d'être distribué en Europe et en France. Le livre dépeint un futur sombre entre la France et l'Irlande, à la croisée de la littérature fantastique et du polar, mais dépassant les codes traditionnels du fantastique, selon certaines études universitaires, étant donné le réalisme noir de nombreux passages. La ville de Lyon occupe une place essentielle dans le roman, en particulier le quartier du Vieux Lyon, tout comme la banlieue et le centre-ville de Dublin. 
Warm Blue, un roman de science-fiction en deux tomes (Poison d'azur et Bleu libération), paru en 2019, mélange l'anticipation et le techno-thriller dans un avenir proche. Le roman est décrit par la presse comme « foncièrement dystopique, à la frontière de l'apocalypse », mettant en scène un  « futur fait de rouille et de tétanos [...] où Elie Maucourant ne propose pas de morale, ni de réelle solution mais pose les enjeux d’une façon différente : que sommes-nous si nous refusons de choisir ? »,. Le roman s'interroge sur la catastrophe écologique, et les conséquences qui en découlent : extinctions de masse, réchauffement climatique, crise migratoire, explosion de la violence urbaine, poussée des communautarismes. Les avancées technologiques et la conquête spatiale apparaissent dans le roman comme de potentiels espoirs, mais sans certitude. Une version intégrale de la saga est publiée en 2021. Fin 2023, l'adaptation en BD de Warm Blue est annoncée.  
Elie Maucourant se revendique d'auteurs tels que Dan Simmons, Maurice G. Dantec, et Jean-Philippe Jaworski,, expliquant en interview avoir comme "livre de chevet Babylon Babies". Il privilégie l'écriture du point de vue interne,. Il a également rédigé plusieurs articles concernant la science-fiction et la fantasy, et poursuivi à ce sujet des recherches universitaires.

## Œuvres

### Romans

#### SérieWarm Blue
- Poison d'azur, L'Harmattan, coll. « Miroirs du Réel », 2019. Paru chez Alamut éditions en 2021.
- Bleu libération, L'Harmattan, coll. « Miroirs du Réel », 2019. Paru chez Alamut éditions en 2021.
- Warm Blue Intégrale, Alamut éditions, 2021.

#### Romans indépendants
- Marcheurs, Québec-Livres, 2015. Paru chez Alamut éditions en 2021.

### Articles
- « Défense et illustration de la fantasy », Causeur, 2014[15]